# ویکی‌پدیای صربی‌کرواتی
ویکی‌پدیای صربی‌کرواتی یا ویکی‌پدیای صربی-کرواتی یا ویکی‌پدیای صربوکرواتی نسخهٔ صربی‌کرواتیِ وبگاه ویکی‌پدیا است و در اوایل سال ۲۰۰۵ ایجاد شده‌است. ویکی‌پدیای صربی‌کرواتی در ۱۹ اوت ۲۰۱۱، با بیش از ۴۵٬۰۰۰ مقاله، در ردهٔ پنجاه‌وششم ویکی‌پدیاها قرار داشت.
این ویکی‌پدیا در ۲۵ مارس ۲۰۱۵، دارای ۳۹۴٬۰۰۰ مقاله بوده‌است.